# Sec (champagne)
Sec (Frans voor "droog") is een aanduiding voor een  type champagne. De term is door de Franse wet beschermd. Champagne wordt na de dégorgement gezoet met suiker of rietsuiker die in de liqueur d'expédition is opgelost. Die "dosage" wordt uitgedrukt in grammen suiker per liter. Sec duidt op een dosage van minder dan 35 en meer dan 17 gram per liter. Voor de Tweede Wereldoorlog werd aan de champagne veel suiker toegevoegd, tegenwoordig wordt een "Sec" vrij zoet gevonden.